# Geerdijk
Geerdijk (Nedersaksisch: Geerdiek) is een dorp in de gemeente Twenterand in de Nederlandse provincie Overijssel. Het ligt aan het kanaal Almelo-De Haandrik. Midden in het dorp lag station Geerdijk, aan de spoorlijn Mariënberg - Almelo.

## Geschiedenis
Geerdijk ontstond in de negentiende eeuw toen het veengebied rond Vroomshoop in productie werd genomen. Op een kaart uit 1848 staat de weg "Geerdijk" al genoemd. De Geerdijk was vroeger onderdeel van een oude doorgaande route van Nieuwebrug langs de noordkant van Den Ham naar Sibculo.
In 1854 werd begonnen met het handmatig graven van het kanaal; in 1856 voeren de eerste schepen erdoor. In ditzelfde jaar werd begonnen met het graven van de Fortwijk, wat eerst een zandweg was. De Fortwijk ontleent zijn naam aan een groot "fort" - een onderkomen voor circa 50 seizoensarbeiders in het veen.
In 1868 werd de katholieke kerk ingewijd. Een brug had Geerdijk toen nog niet. Katholieken die vanaf de Geerdijk de kerk wilden bezoeken, werden overgezet met een "lek bootje". Nadat er iemand verdronk, werd in 1896 dan toch een vlotbrug aangelegd.
In 1902 werd een openbare school (school D) met meestershuis gebouwd. Het meestershuis staat er nog altijd. Rond 1920 werd vervolgens de katholieke school met het bijbehorende meestershuis gebouwd. Ook dit huis staat er nog steeds.
In 1906 op 1 oktober werd Station Geerdijk geopend. Het station was gelegen aan de spoorlijn Mariënberg - Almelo, tussen de stations Vroomshoop en Mariënberg. Het station heette tot 1952 Vroomshoop-Geerdijk. Het station werd voor het laatst bediend in de nacht van 29 op 30 april 2016.
In 1930 werd de scholle (vlotbrug) vervangen door een ophaalbrug. Begin jaren 60 werd deze ophaalbrug vervangen door een nieuwe.

## Rooms-katholieke kerk
In 1851 werd een begin gemaakt met de aanleg van kanalen om het veengebied in het midden van Overijssel verder open te leggen en te ontginnen. Langs deze kanalen ontstonden vervolgens omvangrijke veenderijen. Ten behoeve van de rooms-katholieke veenarbeiders werd op 25 april 1868 een nieuwe parochie opgericht na afscheiding van de parochie Vriezenveen. Er bevond zich aanvankelijk een noodkerk op de Punt van Separatie te Vroomshoop (splitsing van Kanaal Almelo-Coevorden - Zwolse Kanaal), Bethlehems huisje genoemd.
Enkele ververners met name Overweg en Van Riggelen maakten zich zorgen over de opvoeding van de kinderen : de kinderen groeien als wilden en heidenen op. Zij maakten zich sterk voor een eigen parochie en kerk, Overweg schonk de benodigde hectare grond. De steenfabrierk Terwindt & Arntz uit de omgeving van Nijmegen  was een belangrijke afnemer van de gewonnen turf. Onder de voorwaarde, dat de kerk niet in Vroomshoop maar tussen Vroomshoop en de veenkolonie Nieuw Gelderland bij Beerzerveld (in bezit van het bedrijf) zou worden gebouwd, kreeg men de benodigde stenen pro Deo, aldus gebeurde.
In 1867-1868 is het huidige, driebeukigeneogotische kerkje met half-ingebouwde toren en rechtgesloten koor naar ontwerp van H.J. Wennekers gebouwd (aanbesteding 5 februari 1868, ingezegend 24 december 1868). Het kerkje is een van de laatste overgebleven dorpskerkjes uit de zogenaamde "stucadoorsgotiek" (d.w.z. gepleisterde houten gewelven) in het aartsbisdom Utrecht. Het kerkje is bijzonder door zijn bouwstijl en ligging aan het kanaal, binnen de bebouwde kom van Geerdijk. Het interieur is in de jaren 1960 deels gemoderniseerd. Hierbij verdwenen het hoofdaltaar en de preekstoel. De communiebank is verbouwd
tot altaartafel. Het orgel en de kruiswegstaties zijn behouden gebleven. De ramen in het koor zijn in 1905 vervaardigd door fa. Hertel en Lersch te Düsseldorf.
In 2011 is in de luwte van de Willibrordkerk een architectonisch zeer bijzondere Mariakapel gebouwd. De architect was Francisco Navarro.

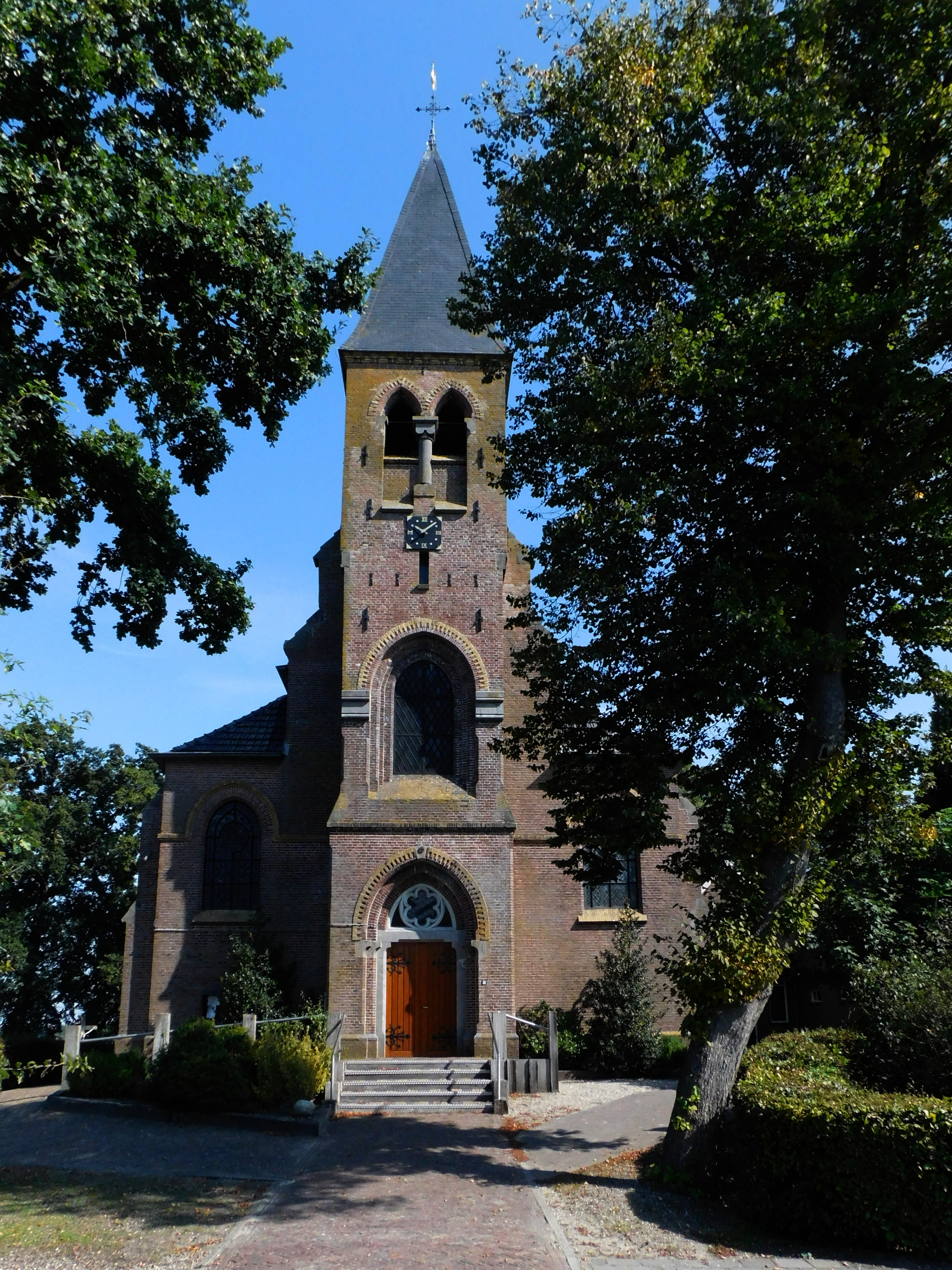
Geerdijk kerk voorgevel met toren
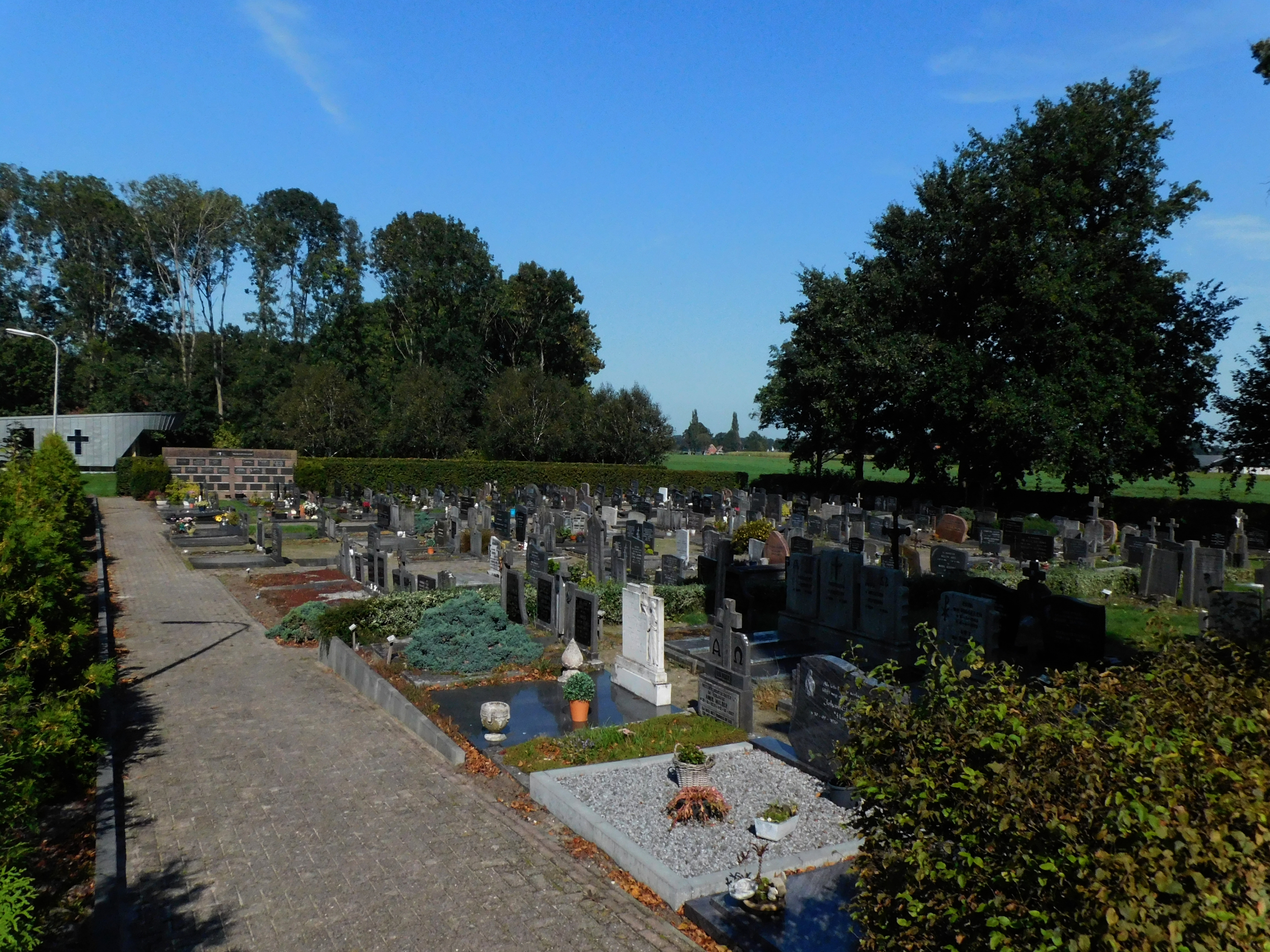
Geerdijk begraafplaats bij katholieke kerk
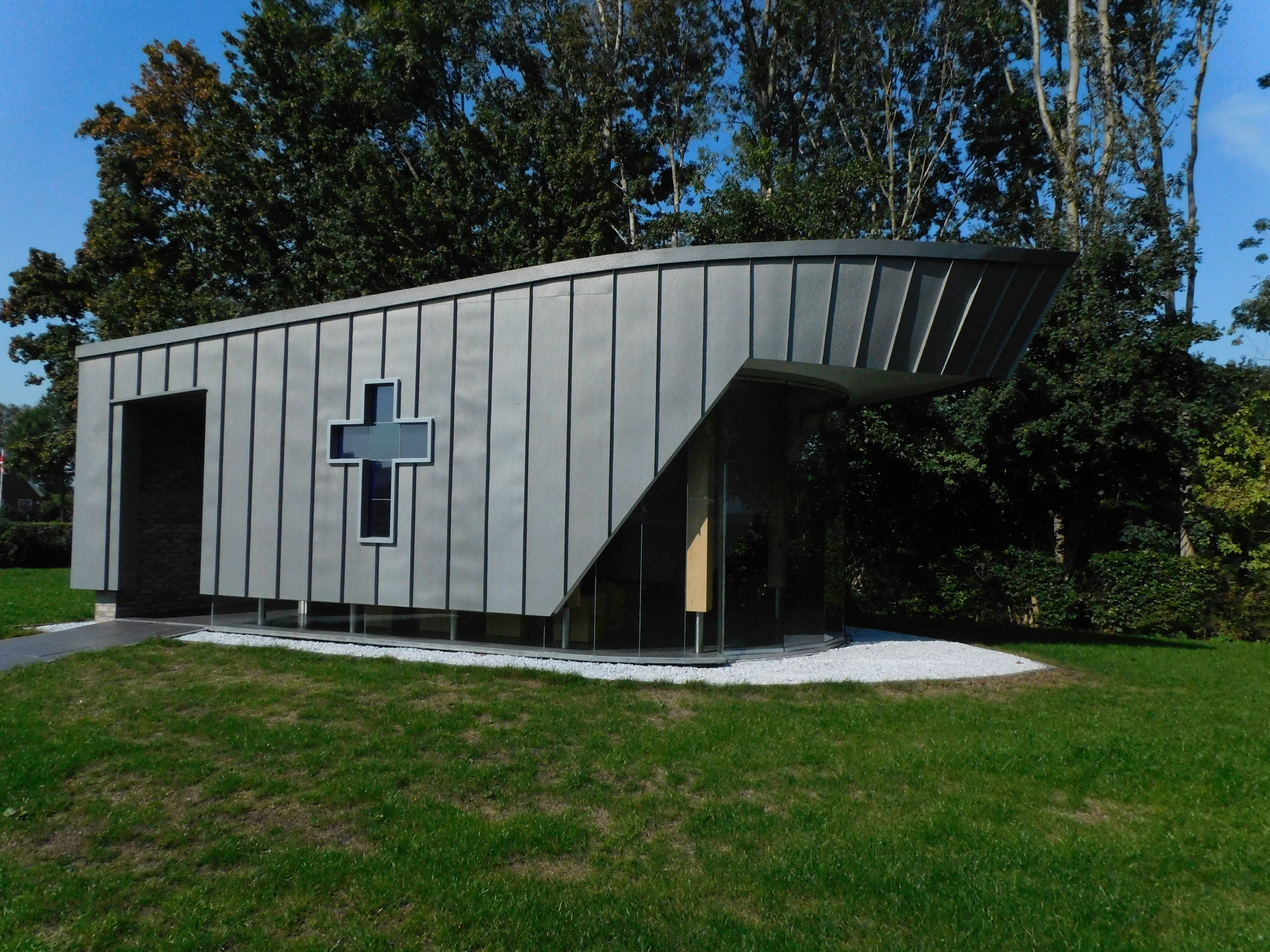
Geerdijk Maria kapel
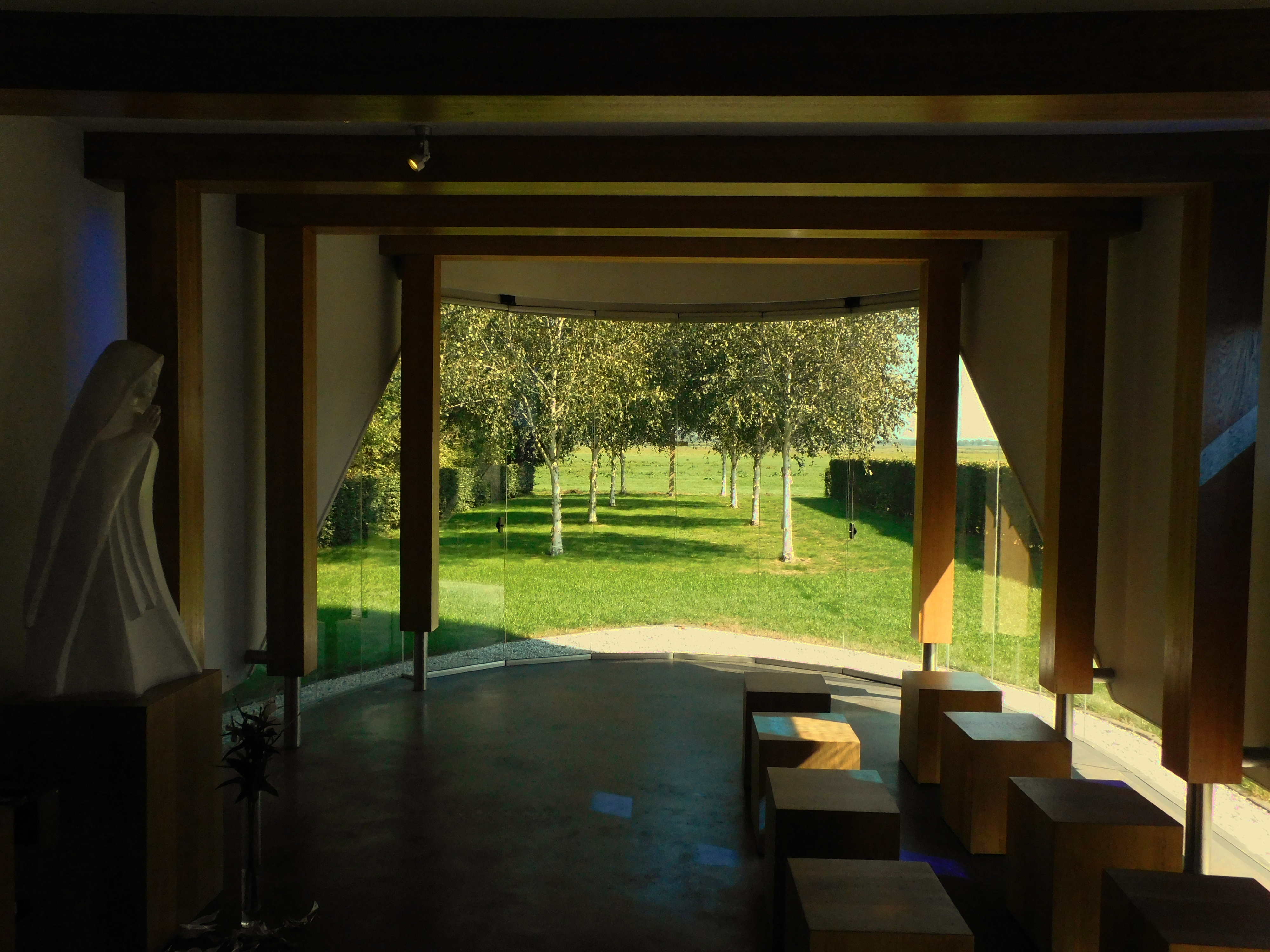
Geerdijk Maria kapel interieur

## Bebouwing
Een kaart uit 1700 laat zien dat dat er in die tijd in dit gebied alleen moeras (hoogveen) en Elzenbroekbossen waren. Er zijn enkele kleine kernen te zien gebouwd op stuwwallen zoals het huidige Sibculo (bewoond vanaf 1406 door monniken in het klooster), Daarle en Striepe (Itterbeck met Klein Striepe in Duitsland).
In de eerste periode na 1800 ontwikkelde Geerdijk zich als een streekdorp met bescheiden lintbebouwing langs het kanaal. Tot aan het begin van de 20e eeuw woonden veel arbeiders nog in een van de vele plaggenhutten of in stenen éénkamerwoningen.
Na de vervening vanaf het einde van de 19de eeuw werden langs het kanaal werden door Groninger of Drentse kolonisten grote ontginningsboerderijen gebouwd .
De stijl komt overeen met de boerderijen in de Groninger veenkoloniën (Oldambtster boerderij). Met een aan de straat gelegen groot woongedeelte met daarachter een breder bedrijfsgedeelte. Repos Ailleurs (Schoolstraat 83) uit 1904. Omdat het nabijgelegen dorp Vroomshoop gunstiger lag ontwikkelde zich dat verder tot een dorp van regionaal belang.
Geerdijk bleef tot na de tweede wereldoorlog een dorp met slechts bebouwing direct langs het kanaal. De huizen werden meestal met de lengteas haaks op het kanaal gebouwd.
De bouwgrond en het erf werd opgehoogd met zand achter uit de percelen zodat de woning op gelijke hoogte met de kruin van de kanaaldijk kwam te liggen.
Pas na 1950 werden ook huizen gebouwd op percelen die verder vanaf het kanaal gelegen waren, de meeste oudere huizen zijn gesloopt of volledig gerenoveerd waardoor ze niet meer authentiek zijn.

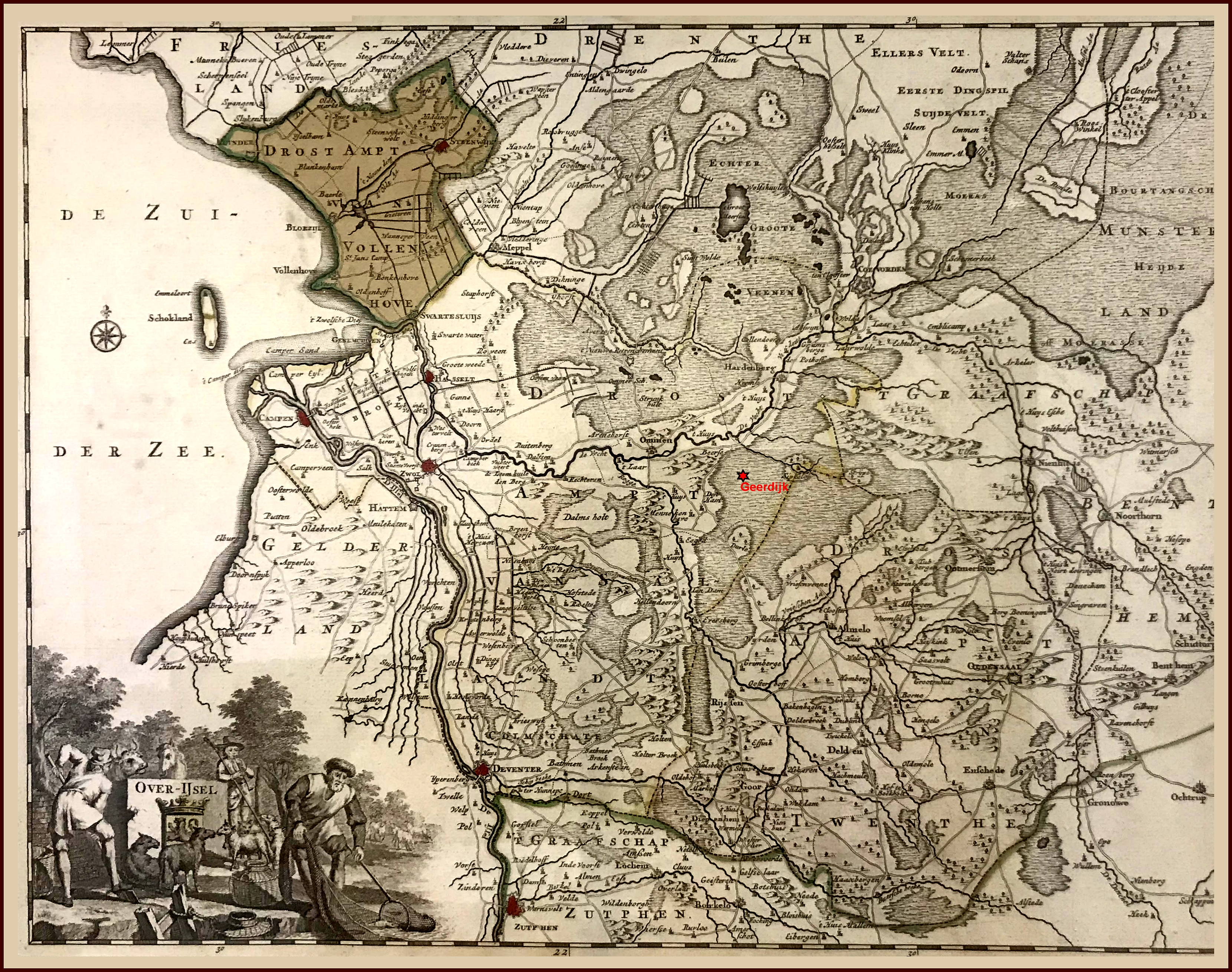
Overijssel 1700, met positie Geerdijk ingetekend
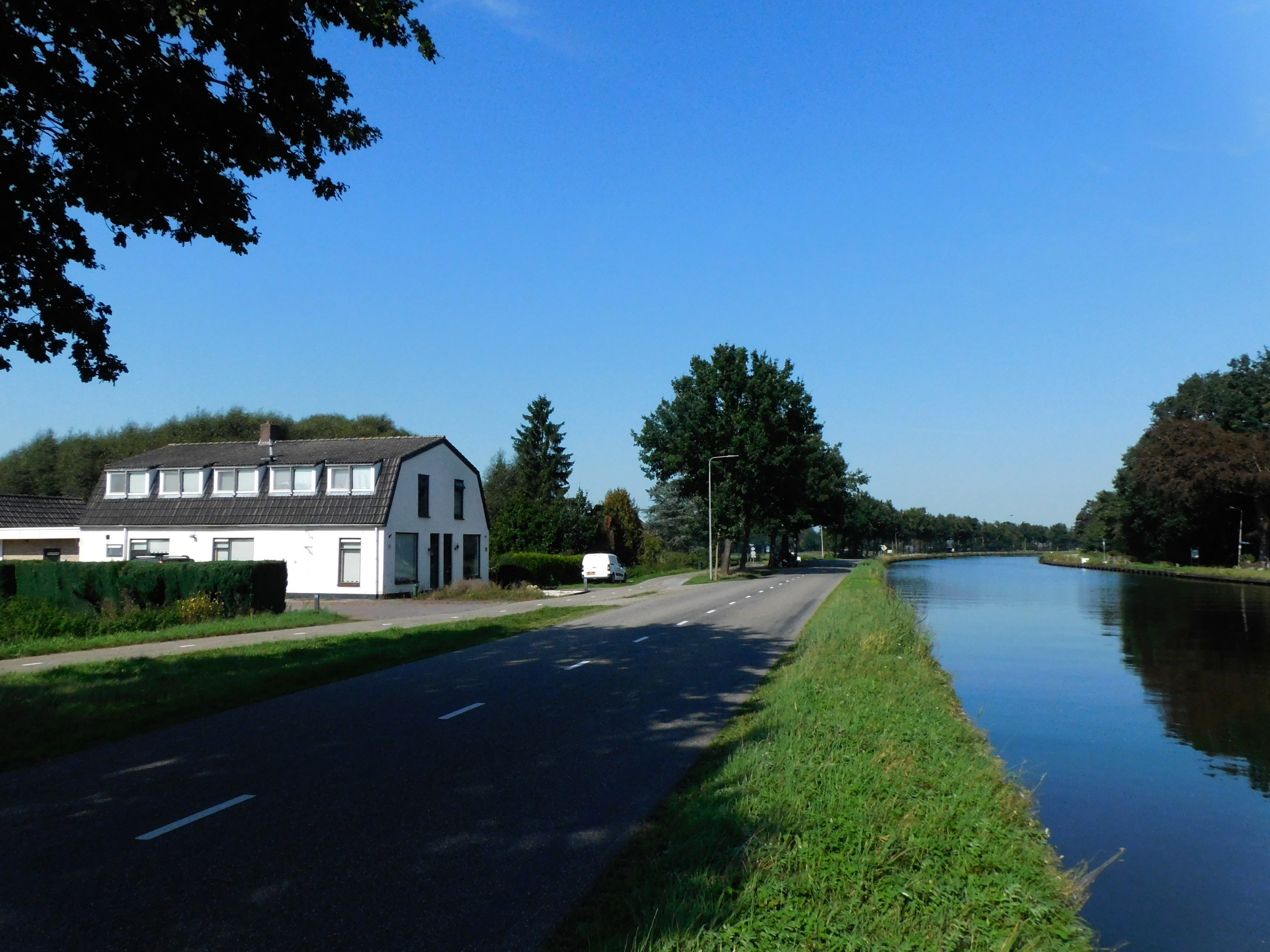
Geerdijk Noorderweg, huis met lengteas haaks op het kanaal, bouwjaar 1923
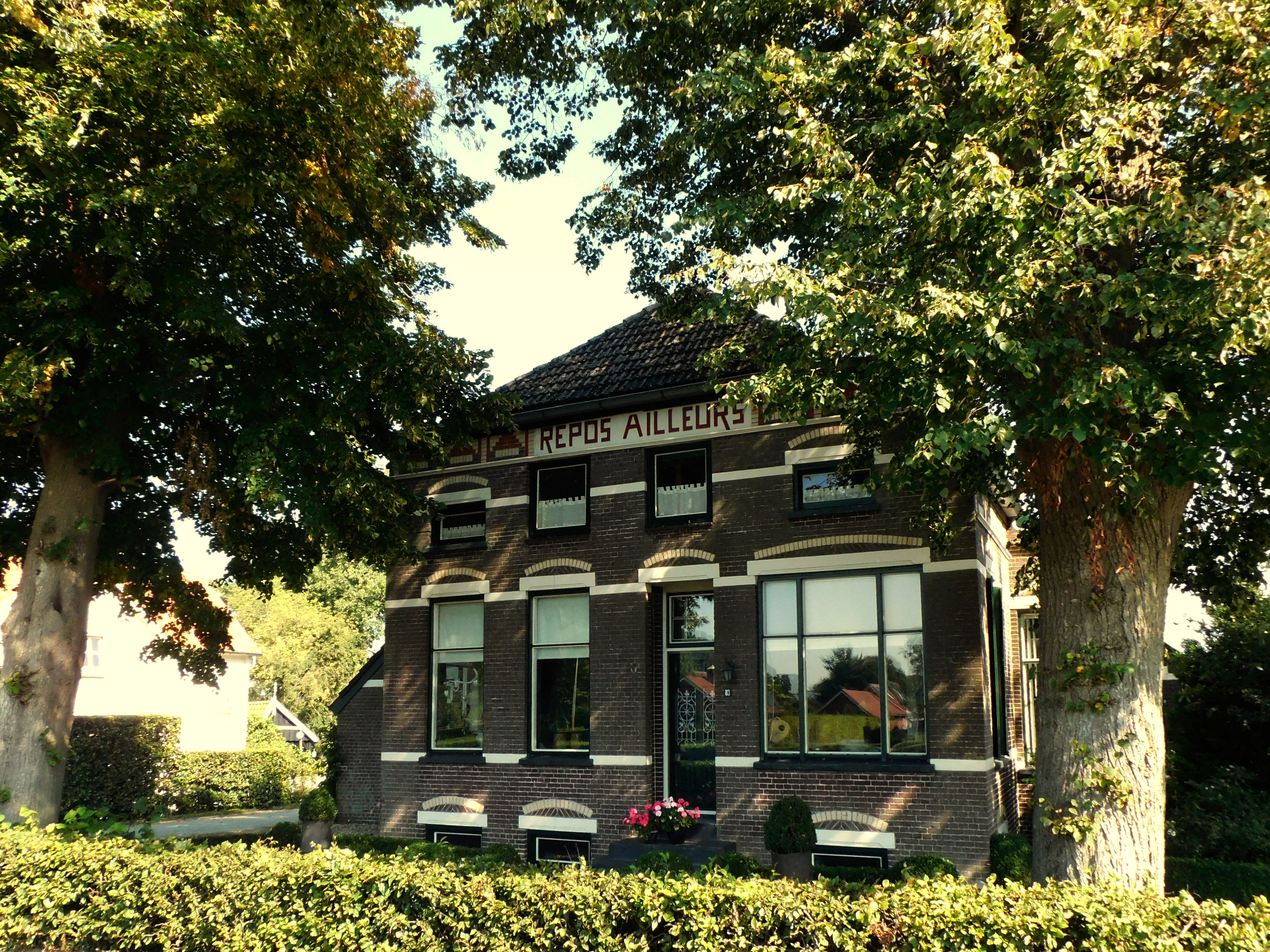
Geerdijk Repos Ailleurs
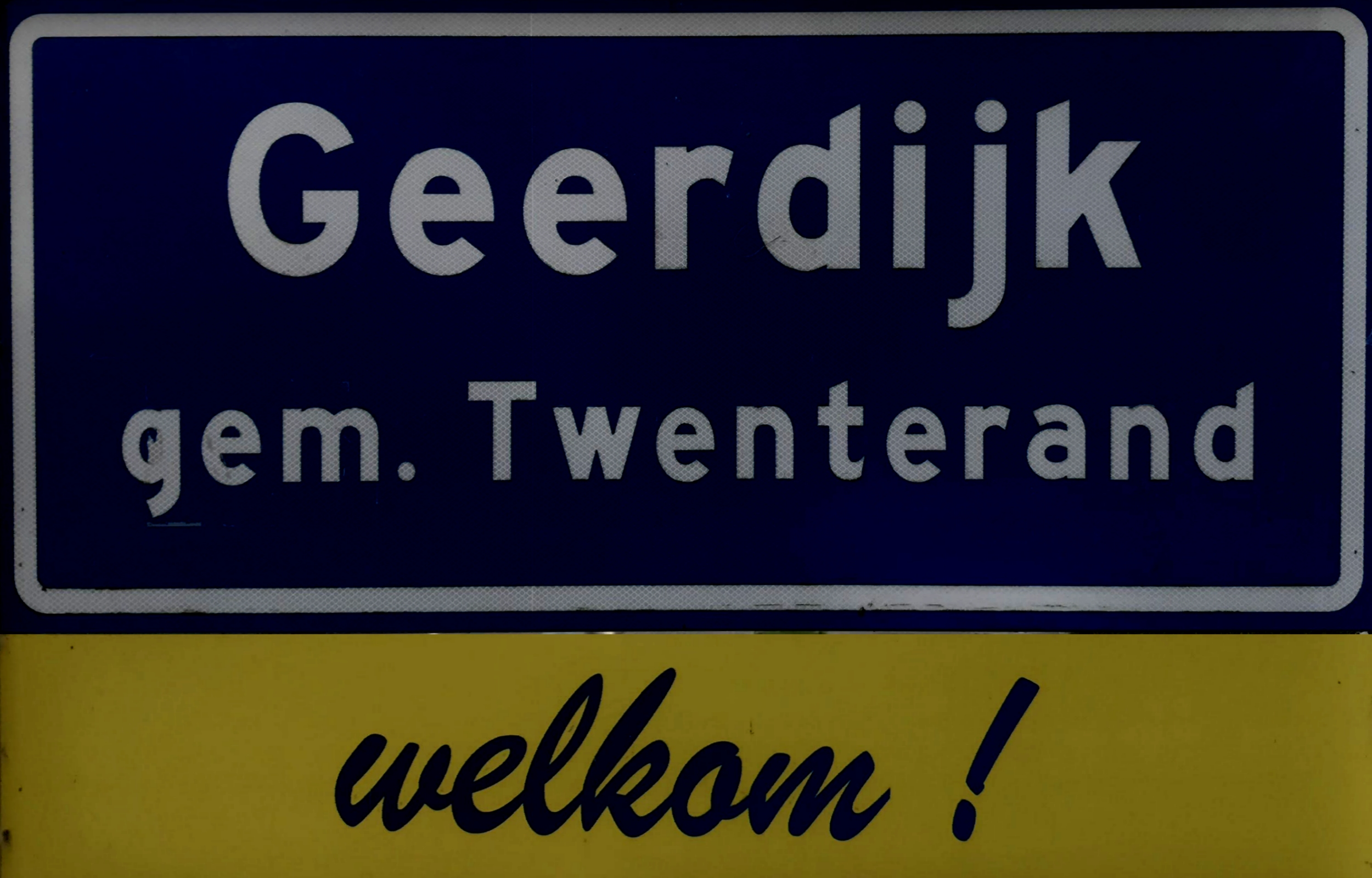
Geerdijk plaatsnaambord

## Zelfstandig
Geerdijk bestaat al sinds 1682. Eerst onder de naam Geerakkers wat is afgeleid van de weg vanaf Den Ham naar de Geerakkers liep, het betekent "schuine" of "spits toelopende" akkers.Later werd de naam Geerdijk. maar werd nooit opgenomen als officiële erkende plaats. In plaats daarvan werd de plaats opgenomen onder de plaats Vroomshoop. Per 1 september 2010 is Geerdijk echter erkend als officiële woonplaats binnen de gemeente Twenterand en heeft de plaats een eigen postcode.

## Religie
- De kern Geerdijk telt twee kerkgenootschappen, te weten de Rooms-Katholieke Kerk en de Evangelische Gemeente Hebron, die huist in het 'Witte kerkje'.[6]

## Afbeeldingen

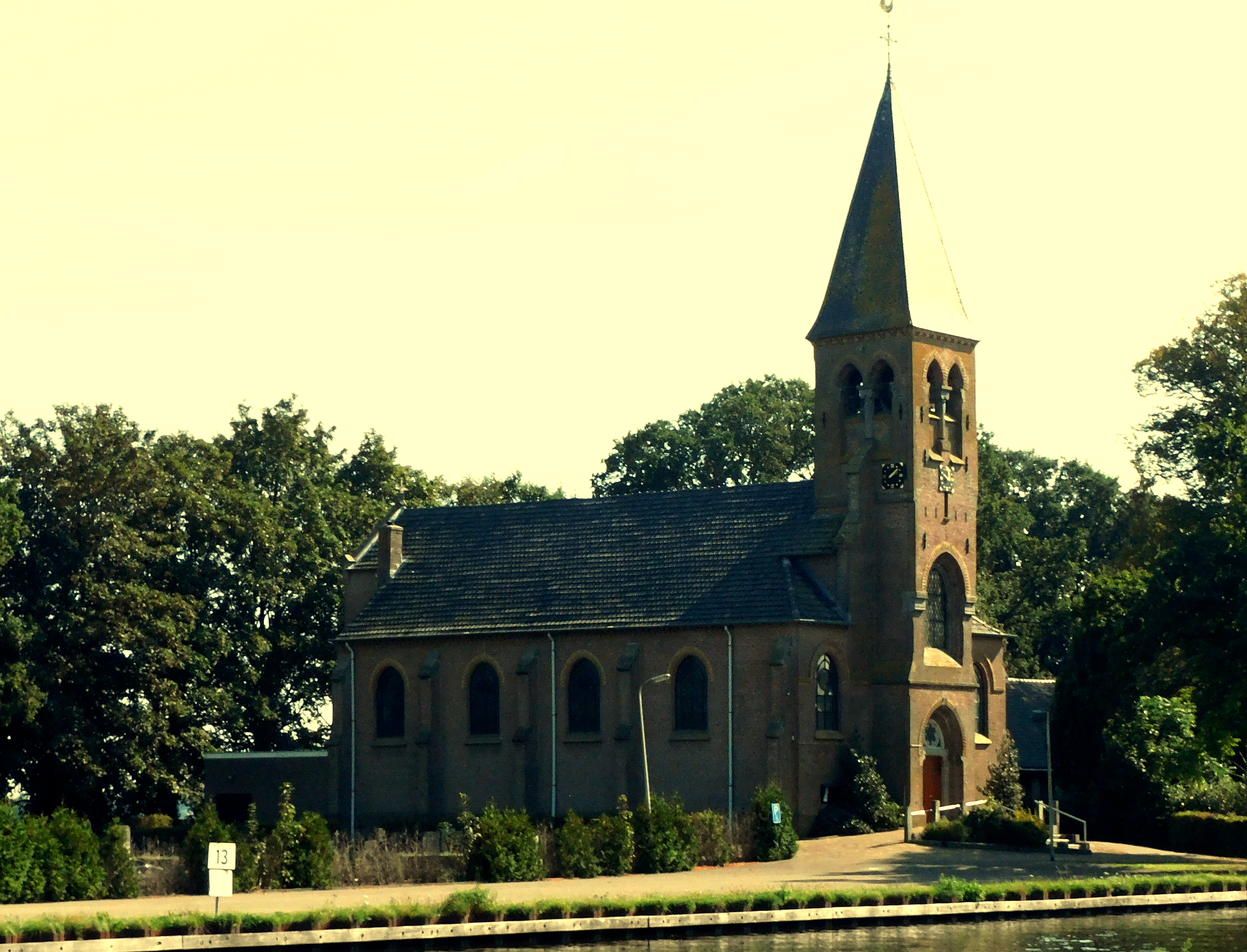
Geerdijk katholieke kerk
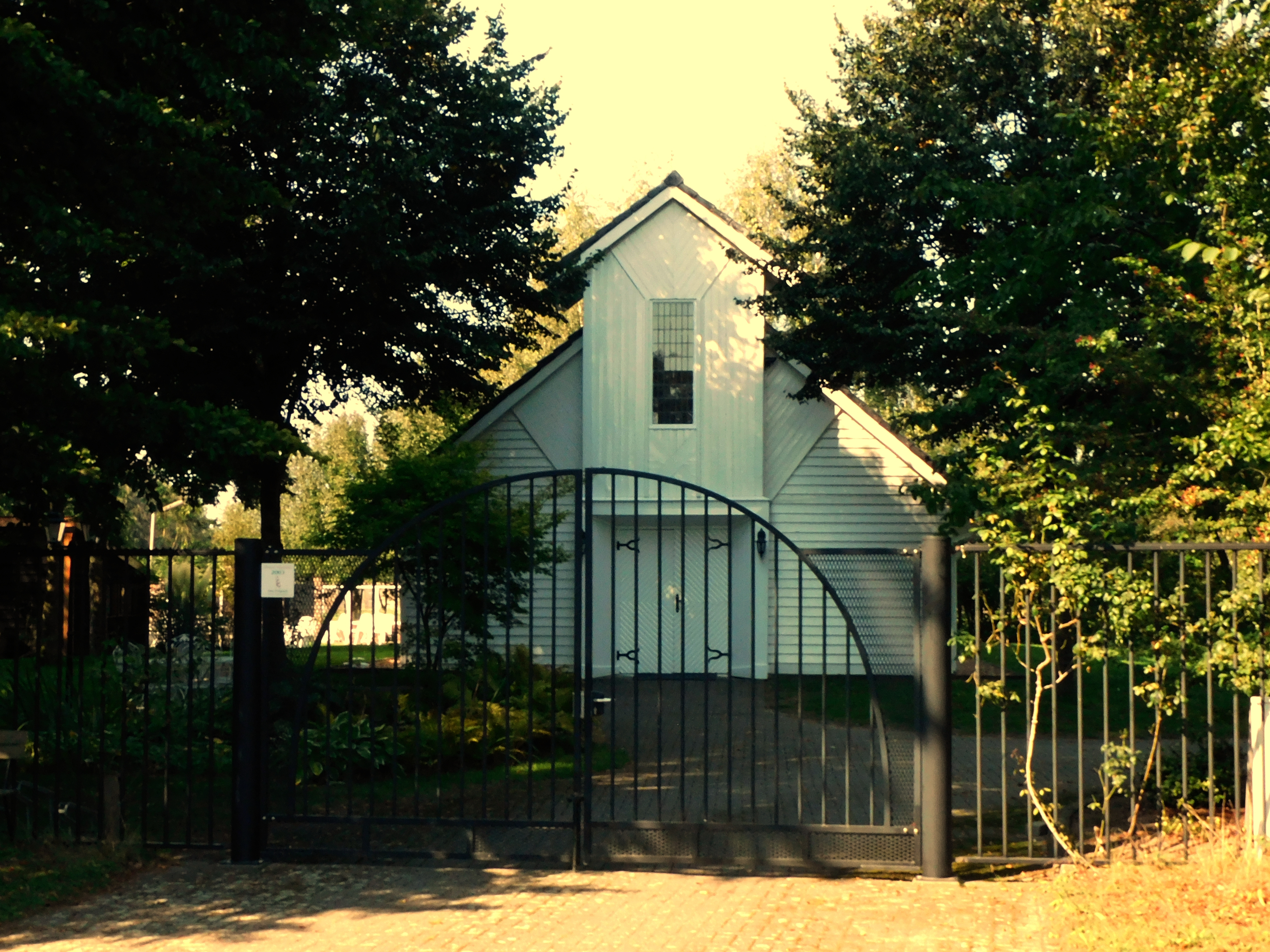
Geerdijk Witkerkje
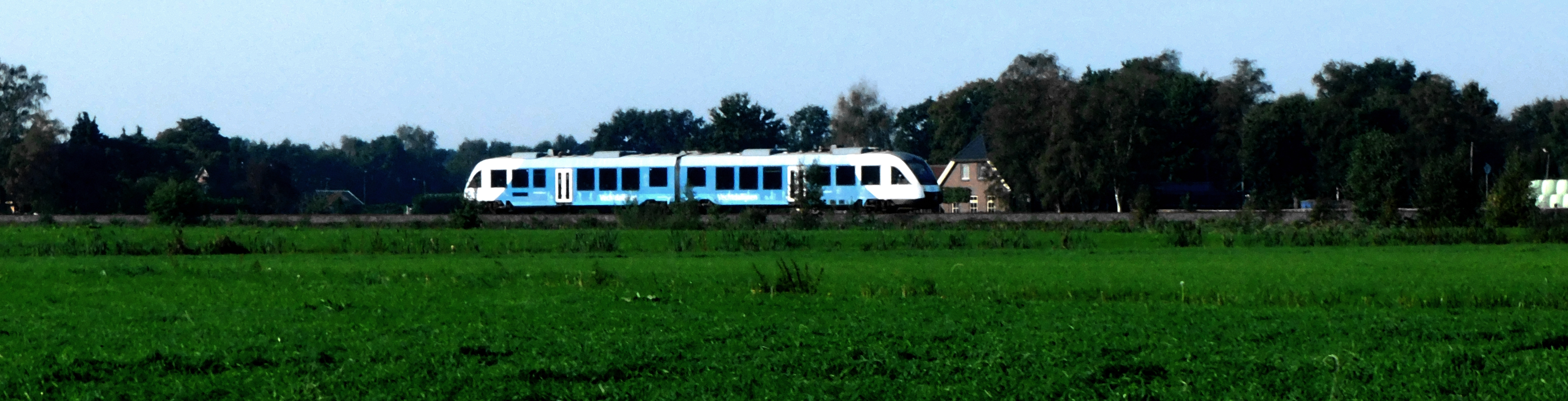
Vechtdallijn bij Geerdijk
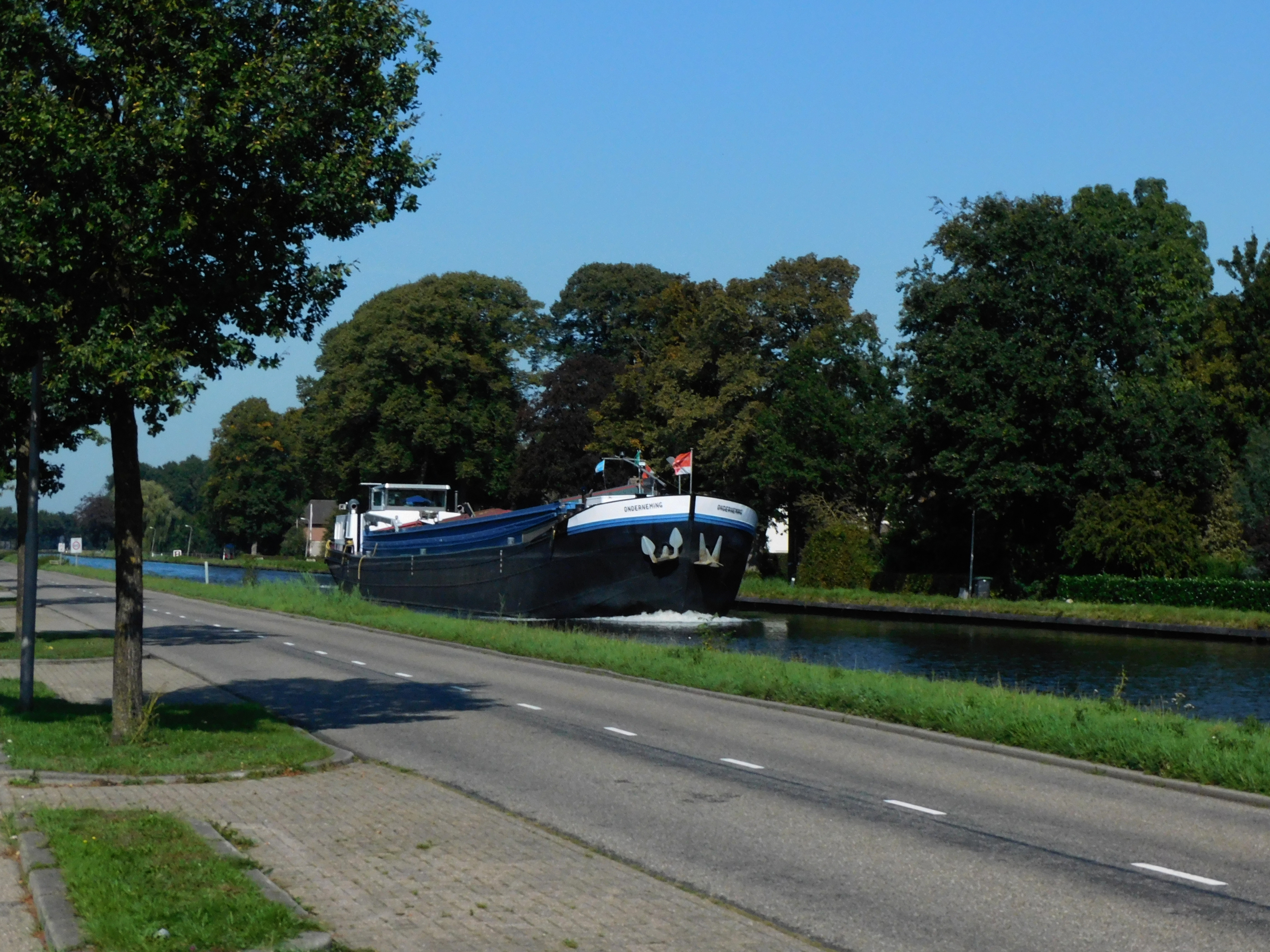
Geerdijk scheepvaart op het kanaal

## Wetenswaardigheden
- In het midden van de 19e eeuw werd er in de buurt van Geerdijk op primitieve wijze turfcokes vervaardigd in meilers. Deze turfhopen werden kolenmieten genoemd, een gebied en de wegen daarin hebben deze naam. De productie van turfcokes is aan het begin van de 20e eeuw in Nederland gestaakt, een kortdurende opleving was er in de tweede wereldoorlog voor  gebruik in gasgeneratoren.
- Aan de Noorderweg staat het oudste huis van Vroomshoop/Geerdijk met als jaartal 1878.[7]
- In 2011 is in de luwte van de Willibrordkerk een architectonisch zeer bijzondere Mariakapel gebouwd. De architect was Francisco Navarro
- Naast de spoorwegovergang (Geerdijk) is een gedenk plaat op een biels aangebracht door de carnavalsvereniging "de smoezen" uit Vroomshoop deze werd op ludieke wijze met een van de laatste treinen gebracht ter nagedachtenis aan de sluiting van station Geerdijk op 30 april 2016.

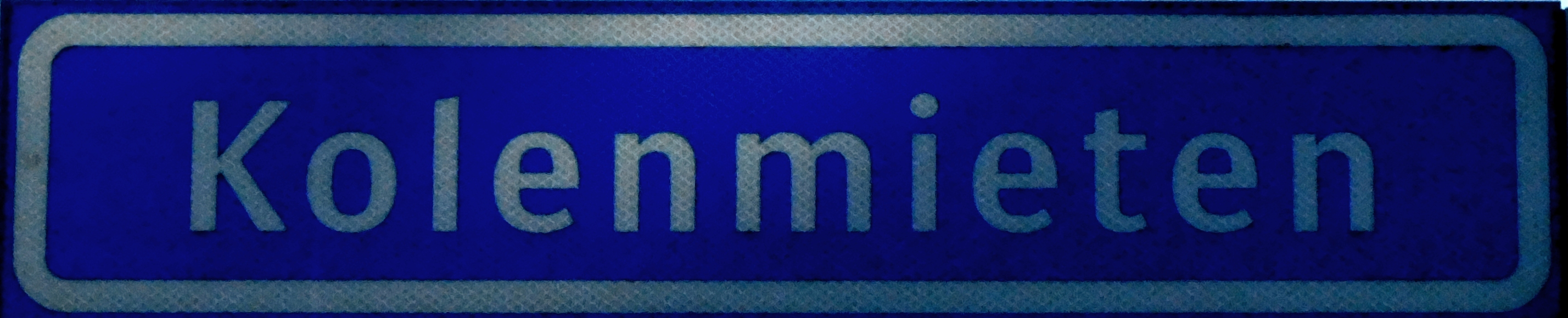
Geerdijk Kolenmieten naambord
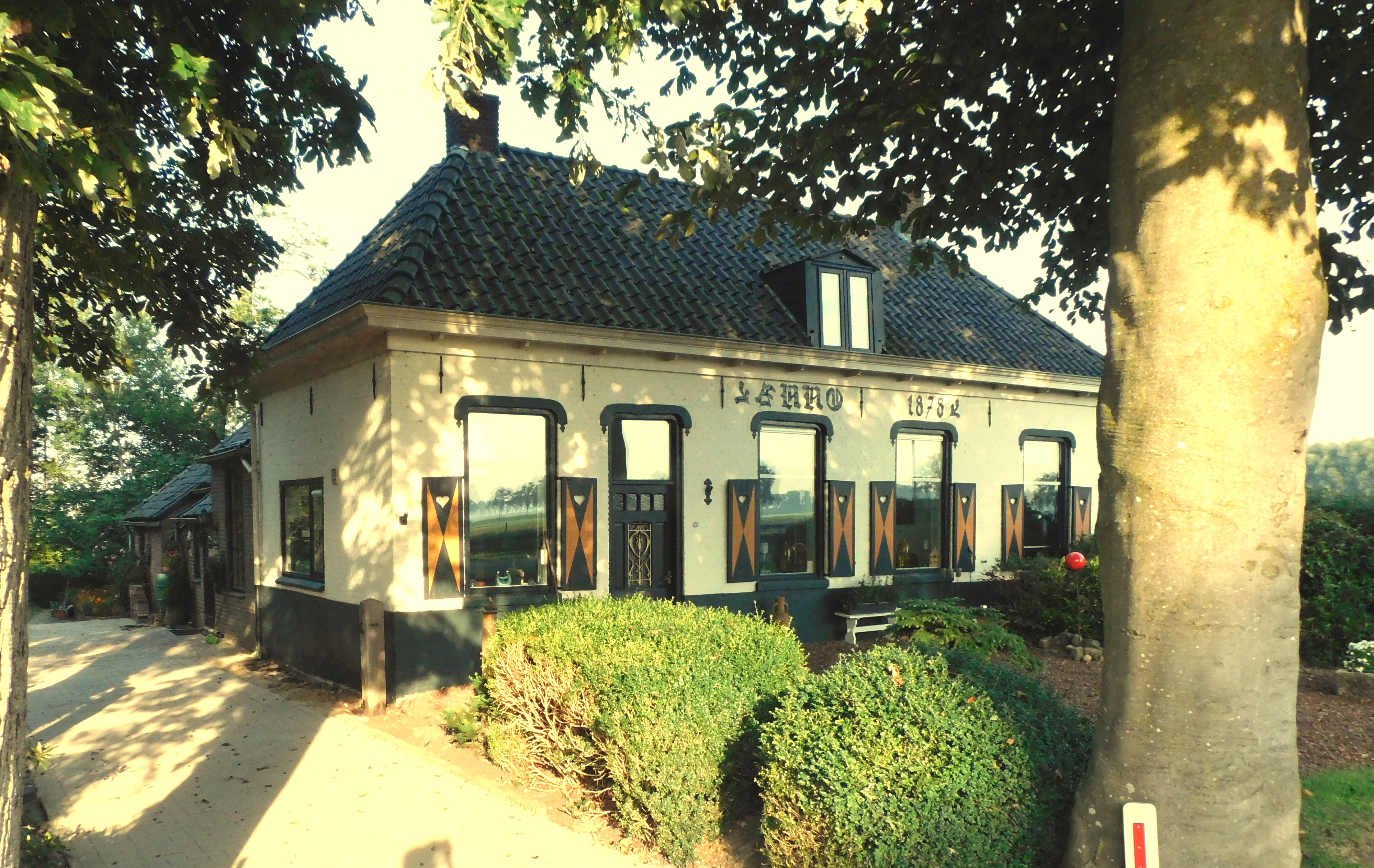
Geerdijk, Noorderweg oudste nog bestaande woning

Hoofdplaats: Vriezenveen     
Dorpen: Geerdijk · Den Ham · De Pollen · Kloosterhaar (deels) · Vroomshoop · Westerhaar-Vriezenveensewijk

Buurtschappen: Bruinehaar · De Garstelanden · Hallerhoek · Linde · Magele · Meer · Noord-Meer · Weitemanslanden · Westerhoeven

Voormalige gemeenten: Den Ham · Vriezenveen

Overijssel · Steden en dorpen in Overijssel      Nederland · Provincies · Gemeenten